# Zapotèque de Tilquiapan
Le zapotèque de Tilquiapan (ou zapotèque de San Miguel Tilquiapan, zapotèque de Yavesía) est une variété de la langue zapotèque parlée dans l'État de Oaxaca, au Mexique.

## Localisation géographique
Le zapotèque de Tilquiapan est parlé dans la ville de San Miguel Tilquiapan et le district d'Ocotlán (en), dans le centre de l'État de Oaxaca, au Mexique,.

## Intelligibilité avec les variétés du zapotèque
Les locuteurs du zapotèque de Tilquiapan ont une intelligibilité de 87 % du zapotèque de Santa Inés Yatzechi, de 65 % du zapotèque de Chichicapan, de 59 % du zapotèque d'Ocotlán et de 45 % du zapotèque de San Juan Guelavía.

## Utilisation
En 2007, le zapotèque de Tilquiapan est parlé par environ 5 000 personnes dont 900 monolingues, les autres parlant aussi notamment l'espagnol. Des enseignants bilingues sont disponibles dans les écoles.